# Låga längan

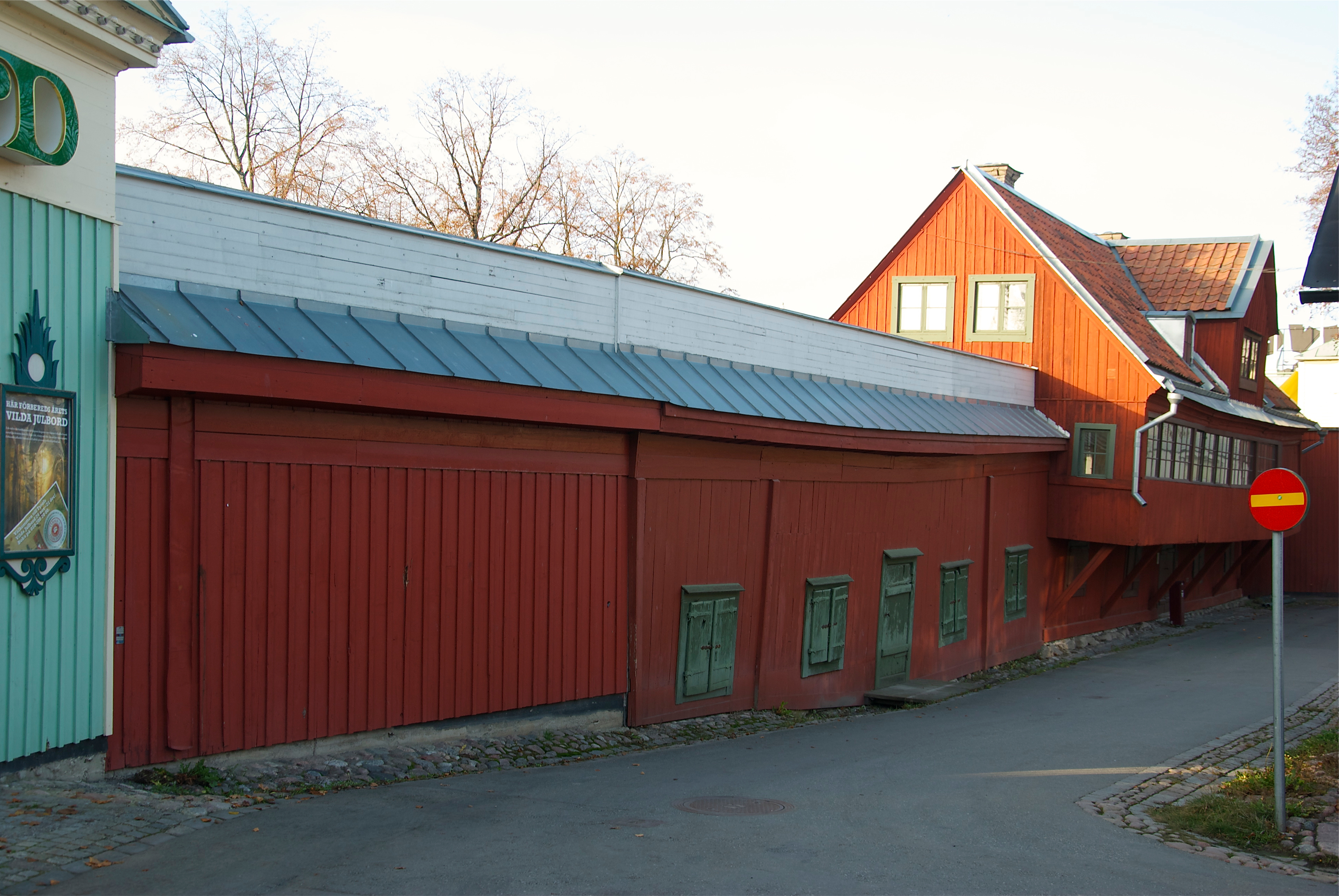
Låga längan i november 2011 med Bellmanhuset till höger.

Låga längan är en envåningsbyggnad på Långa Gatan i Djurgårdsstaden på Djurgården i Stockholm, vid Bellmanshusets södra kortsida. Låga längan blev byggnadsminnesförklarad 2005.

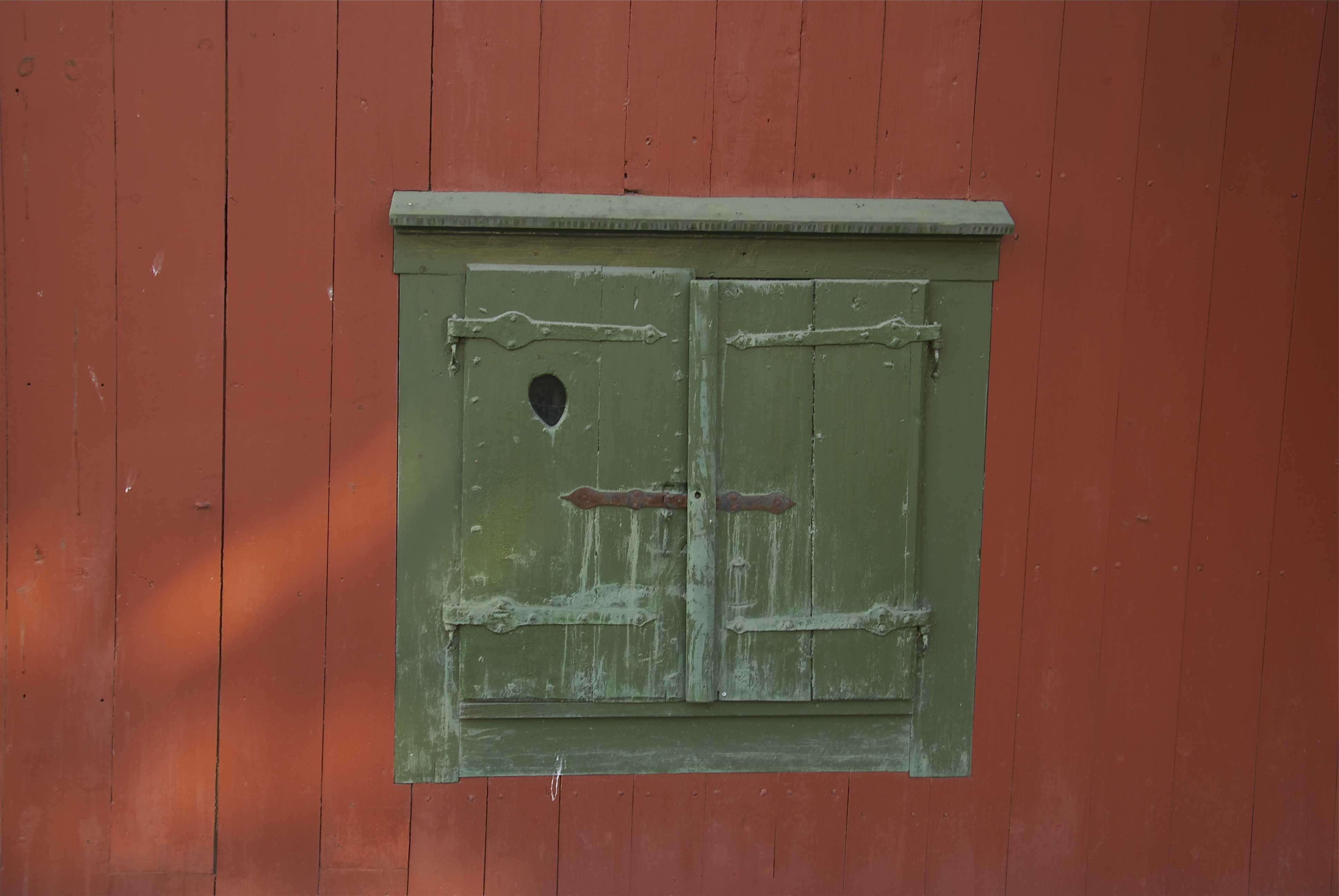
Ett av byggnadens fönster